# Humayd ibn Abd al-Hamid al-Tusi
Humayd ibn Abd-al-Hamid at-Tussí o, senzillament, Humayd ibn Abd-al-Hamid (en àrab Ḥumayd ibn ʿAbd al-Ḥamīd) (? - 825) fou un general abbàssida. Estava al servei del califa al-Mamun que va dominar el califat el 813. La dominació d'al-Mamun no va agradar a Bagdad i la població es va revoltar el 816/817. Llavors el visir del derrocat al-Amin, al-Fadl ibn al-Rabi, va sortir del seu amagatall i l'oncle d'al-Mamun, Ibrahim ibn al-Mahdi fou proclamat califa (816/817). Humayd ibn Abd al-Hamid al-Tusi va derrotar els rebels. Quan Al-Mamun va entrar a Bagdad, al-Fadl fou perdonat; Ibrahim va viure a la clandestinitat i fou perdonat un temps després. Va morir enverinat.